# Браун, Джон (английский писатель)
Джон Бра́ун (англ. John Brown; 5 ноября 1715 — 23 сентября 1766) — английский писатель
, драматург и поэт, философ

, эссеист, сатирик

, англиканский священнослужитель.

## Биография
Родился в Ротбери, Нортамберленд. Отец его был приходским священником в Уайтоне, сам Джон учился в колледже св. Иоанна в Кембриджском университете, окончил в 1735 и принял сан. Затем служил в Карлайле, отличился его обороной в 1745 во время восстания якобитов.
В 1743 издал сатиру «Честь», с теоретическим «Опытом о сатире» (Essay on Satire). В 1751 году издал эссе о лорде Шефтсбери, где защищал утилитаризм; впоследствии об этой работе Брауна с похвалой отзывался Дж. С. Милль.
С 1757 преподавал в Кембридже. Издал две пьесы, «Барбаросса» (1754) и «Ательстан» (1756); в обеих играл Гаррик.
Самой популярной его книгой была сатира Estimate of the Manners and Principles of the Times, высмеивающую роскошь в военное время (Семилетняя война); он же издал «Разговор в царстве мёртвых между Периклом и Космоном» (1760), — сатиру на лорда Четэма; «Рассуждение о происхождении, единстве и силе поэзии и музыки» (1763).
Екатерина II запрашивала у Брауна консультации насчёт реформы образования. Письмо Брауна столь ей понравилось, что она пригласила его в Россию; тот уже купил всё необходимое для поездки, когда приступ подагры вынудил его отказаться от путешествия. Это повергло Брауна в меланхолию, и он покончил с собой (перерезал себе горло). Согласно книге Григория Чхартишвили «Писатель и самоубийство», Екатерина выделила ему денег на поездку, и одной из причин самоубийства стали угрызения совести.
В сборнике Biographia (1780) есть статья Kippis’а о Брауне, где приложены документы насчёт поездки в Россию и образовательные планы. См. также L. Davies, Memoirs of . . . David Garrick (1780), chap. xix.
Брауну принадлежит сочинение «Целение Саула», где он на библейском примере показывает свои идеи о целительной силе музыки. Стихотворное подражание этому произведению написал в 1809 Г. Р. Державин.